# Sài Gòn (bài hát)
"Sài Gòn" là một ca khúc do nhạc sĩ Y Vân sáng tác vào thập niên 1960. Được hát và thu băng lần đầu bởi ca sĩ Carol Kim, bài hát thuộc thể loại nhạc trẻ với giai điệu rộn rã của cha-cha-chá khi đó đã được coi là "Sài Gòn ca" của thành phố. Tác phẩm sau này cũng trở nên phổ biển và gắn liền với sự nổi tiếng của Y Vân.

## Sáng tác
"Sài Gòn" được nhạc sĩ Y Vân sáng tác vào khoảng giữa thập niên 60, trong giai đoạn trào lưu nhạc trẻ bắt đầu du nhập vào miền Nam mạnh mẽ, với các giai điệu rộn rã của bebop, twist và cha-cha-chá "tràn ngập khắp các vũ trường". Nhiều nhạc sĩ miền Nam sau đó đã sáng tác những ca khúc nhạc Việt và được đón nhận nồng nhiệt, hình thành nên dòng nhạc "kích động nhạc". Bài hát dài 3:05 (3 phút 05 giây), có nội dung ca ngợi nếp sống con người cùng vẻ đẹp của thành phố Sài Gòn, với một giai điệu và ca từ "rất vui tươi".

## Ca sĩ thể hiện
Ca sĩ đầu tiên hát và thu băng nhạc phẩm này là Carol Kim. Bài hát cũng được nữ danh ca Trúc Mai hát và thu âm. Cùng thời điểm đó, nữ ca sĩ người Singapore Trương Tiểu Anh đã hát "Sài Gòn" bằng lời tiếng Hoa và nhận được sự đón nhận của khán giả Singapore lúc bấy giờ.

## Tiếp nhận
"Sài Gòn" đã nhận được nhiều đánh giá ấn tượng từ giới chuyên môn và người nghe. Bài bình luận của trang Nhacxua nhận xét ca khúc có giai điệu cha-cha-chá "rộn rã, dễ nhớ, nhất là điệp khúc "Sài Gòn đẹp lắm" đơn giản và dễ nghe, dễ thuộc", đồng thời cũng gọi đây là "Ca khúc bất tử xuyên thời gian và biên giới". Viết cho Người lao động, nhà báo Nguyễn Thụy Kha đã cho biết ở Sài Gòn trước năm 1975 cũng có nhiều nhạc sĩ viết bài ca ngợi thành phố nhưng chỉ đến bài hát này thì Sài Gòn "mới thực sự có "Sài Gòn ca" của chính mình". Ông cũng nhận định không có bài hát nào "rất Sài Gòn" như "Sài Gòn", với các đoạn chuyển nhạc "thực sự trẻ trung, sôi động". Việt Long của RFA thì cảm nhận tác phẩm là "vẽ nên những nét say sưa náo nức của những người đất Bắc vừa giã từ Hà Nội mới tan khói lửa chiến tranh để vào tới thủ đô của xứ miền Nam nắng ấm thanh bình với tình người rộn rã nơi nơi".
Vì phần điệp khúc của bài hát, "Sài Gòn" đã bị nhiều người nhầm sang tên "Sài Gòn đẹp lắm". Ca khúc từng được đưa vào ấn phẩm thứ 44 trong danh sách "1001 bài ca hay" của nhạc sĩ Duy Khánh, xuất bản ngày 28 tháng 8 năm 1965. Sau này, bài hát cũng được liệt kê vào "những bài hát nổi tiếng về Sài Gòn – Thành phố Hồ Chí Minh" trong cuốn sách 300 câu hỏi, 300 năm Sài Gòn của tác giả Dương Trọng Dật phát hành năm 1998 và nằm trong sách 99 bài hát được nhiều người yêu thích, xuất bản năm 2001.

## Trong văn hoá đại chúng
Bài hát sau khi ra mắt đã trở nên phổ biến và gắn liền với sự nổi tiếng của Y Vân, đặc biệt là sang thế kỷ 21. Vào năm 2004, nghệ sĩ kèn harmonica Tòng Sơn đã phát hành album Harmonica Tòng Sơn – Những tình khúc không quên, trong đó hoà tấu lại bài hát cùng dàn nhạc của ông và được coi là đĩa CD đầu tiên của Việt Nam về harmonica. Bài hát cũng được nhạc sĩ Quốc Bảo dịch sang tiếng Anh vào năm 2006 với tựa đề "Saigon my love". Ngoài bản dịch này, "Sài Gòn" còn có một bản dịch tiếng Anh khác dành cho các em thiếu nhi học đếm. MC Thanh Bạch sau đó đã huy động bạn bè dịch ca khúc sang tiếng Nhật và tiếng Hàn vì cho rằng "Sài Gòn đẹp lắm!". Tháng 5 năm 2014, ca sĩ Phi Nhung phát hành album Thương lắm mình ơi, trong đó làm mới lại ca khúc và cho biết cô ra mắt album này là để "kiếm tiền nuôi 18 em bé mồ côi mà cô coi như con mình". Bài hát cùng với ba ca khúc khác lần lượt là "Ðêm đô thị" và "Sài Gòn về đêm" đã được phối lại và thể hiện bởi ca sĩ Âu Bảo Ngân trong đĩa đơn đầu tay của cô Sàigòn.Saigon.
Từng có nhiều nghệ sĩ thể hiện bài hát như Hari Won, Maya, Noo Phước Thịnh, nhóm nhạc Mây Trắng, Đông Nhi,... Tại chương trình Rap Việt mùa 2 vào năm 2021, rapper Blacka đã sử dụng phần giai điệu bài hát trong bài rap của mình có tên "Sài Gòn Có Em". Cùng năm, ca sĩ Uyên Linh, Lyly và nhóm nhạc Đĩa Than Hồng biểu diễn nhạc phẩm trong tập cuối Xuân hạ thu đông rồi lại xuân mùa 1, là tiết mục khép lại chương trình.
"Sài Gòn" đã được phối lại trong phần trailer bộ phim Vai diễn đổi đời của đạo diễn Nguyễn Đức Minh. Ca khúc cũng được sử dụng trong bộ phim Cô Ba Sài Gòn công chiếu năm 2018, do ca sĩ Phương Vy thể hiện. Một video âm nhạc trong đó ca sĩ Kyo York hát lại ca khúc đã phát hành năm 2017, giới thiệu nhiều thắng cảnh tại Thành phố Hồ Chí Minh và tái hiện nhịp sống của người dân thành phố nơi đây. Anh sau đó cũng hát lại bài hát trong đêm nhạc "Cảm ơn những điều phi thường", tổ chức vào tháng 8 năm 2021 nhằm tổ chức quyên góp 2,3 tỷ đồng vào quỹ chống dịch COVID-19.
Từ năm 2015, nhóm Nhạc Trắng vào đã cho ra mắt clip nhạc chế từ bài hát để nói về trận mưa tại Thành phố Hồ Chí Minh gây ngập lụt vào ngày 15 tháng 9. Đến năm 2021, tác giả Đặng Thanh Tuyền chế lại lời bài hát với thông điệp kêu gọi mọi người cùng đoàn kết chống dịch COVID-19, thu hút hàng ngàn lượt xem và hàng trăm bình luận trên mạng xã hội. Bài hát cũng được trích dẫn bởi thầy giáo có tên Nguyễn Thái Dương trong ca khúc "Sài Gòn tôi sẽ" phát hành cùng năm, vào thời điểm giãn cách xã hội vì đại dịch COVID-19 tại Thành phố Hồ Chí Minh.